# Maria Grazia Laganà
Maria Grazia Laganà née le 17 mai 1959 à Locri est une femme politique italienne qui s'est investie dans la lutte anti-mafia avec son époux, assassiné par la N'drangheta en 2005.

## Biographie

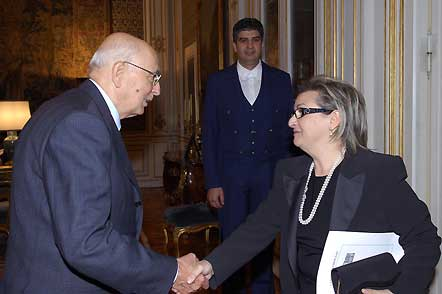
Maria Grazia Laganà accueillie à la résidence officielle du président de l'Italie Quirinale par Giorgio Napolitano.

Maria Grazia Laganà est diplômée en médecine et chirurgie, et exerce en tant que doctoresse en milieu hospitalier.
Maria Grazia Laganà est la veuve de Francesco Fortugno, ancien vice-président du Conseil régional de Calabre (en) assassiné par la 'Ndrangheta le 16 octobre 2005,. Son père est  l'ancien député Mario Laganà (it).
Son mari était directeur médical et un homme politique calabrais, représentant de la Margherita, un parti italien du centre fondé en 2002 et dissous en 2007. En 2006 Maria Grazia Laganà est élue députée aux élections politiques, candidate sur la liste L'Olivier (L’Ulivo, en italien) en Calabre. C'est une coalition politique de centre gauche, fondée en 1995 et dissoute en 2007, principalement au profit du Parti démocrate (PD).
Au cours de sa législature, le 10 novembre 2006, elle rejoint la commission d'enquête parlementaire sur la mafia et le crime organisé. Lors des élections politiques de 2008, elle est réélue à la Chambre des députés pour le Parti démocrate[réf. souhaitée].

## Menaces de mort
Le 27 avril 2007, elle reçoit des menaces de mort dans une lettre :
« Ti controllo, Smettila di agitarti, nessuno ti potrà salvare. » (« On te contrôle, arrête de gigoter, personne ne peut te sauver »).
Laganà a réagi ainsi au message ignoble :
« Niente fermerà il mio sforzo per la verità. Continuano le attività di aggressione, i tentativi di delegittimazione e di condizionamento nei miei confronti. Però voglio che sia chiaro a tutti che niente, nulla e nessuno mi fermerà nel mio sforzo, affinché siano individuati tutti i responsabili della morte di mio marito Franco e affinché le indagini proseguano ad ogni livello ed in ogni direzione. » (« Rien n'arrêtera mes efforts pour la vérité. Les agressions, les tentatives de me délégitimer et de m'influencer se poursuivent. Mais je veux qu'il soit clair pour tout le monde que rien, rien et personne ne m'arrêtera dans mes efforts pour trouver tous les responsables de la mort de mon mari Franco et pour que l'enquête se poursuive à tous les niveaux et dans toutes les directions. »)
La parlementaire avait déjà reçu d'autres menaces de mort,.

## Procédures judiciaires
La députée Laganà  est l'objet d'une enquête de la Guardia di Finanza en 2006  en sa qualité de directrice médicale adjointe de l'hôpital de Locri. L'enquête est ouverte après la dissolution de l'autorité sanitaire locale (en) (ASL) à la suite du meurtre de son mari Francesco Fortugno qui avait dénoncé les malversations et livré des noms,. L'enquête révèle que les propriétaires des infrastructures médicales locales de la mer ionienne (centres de recherche cardiovasculaire, cabinets médicaux et laboratoires d'analyse) sont les familles historiques régionales de la 'ndrangheta :les Morabito les Nirta, et les Ursino. Les fils des chefs de ces sociétés sont médecins, spécialistes, dentistes dans les établissements publics, promus sans titularisation.
Le 27 février 2007, Laganà  est inscrite au registre des suspects pour escroquerie aggravée envers l'État en matière de contrats dans le secteur de la santé. Cet avis de la Direction antimafia du district (it) de Reggio de Calabre fait suite aux enquêtes sur l'infiltration mafieuse dans l'ASL de Locri, dont Laganà est directrice adjointe. L'accusation concerne l'achat non finalisé de fourniture de matériel médical pour les urgences de l'hôpital de Locri. pour l'hôpital auprès de la société pharmaceutique Medinex, pour un montant d'environ 200 000 euros,.
La présidente du tribunal de Locri, Caterina Capito traduit en justice Maria Grazia Laganà avec quatre autres personnes, accusées de fraude, de faux et d'abus au détriment de l'ASL de Locri dans cette affaire d'attribution de marchés publics dans le secteur de la santé à Locri.
Le 6 octobre 2012, Laganà est condamnée à deux ans de prison par le tribunal de Locri. Les délits commis par la parlementaire, selon les juges de première instance, sont des tentatives de fraude et d'abus, contre l'Autorité Sanitaire Locale de Locri, dans le cadre d'un marché public.
Le 19 mai 2015, la Cour d'appel de Reggio de Calabre acquitte Laganà et la déclare innocente de toutes les accusations pour lesquelles elle avait été condamnée en première instance,.